# Fotogenico
Pour plus de détails, voir Fiche technique et Distribution.
Fotogenico est un film dramatique français réalisé par Marcia Romano et Benoît Sabatier et sorti en 2024,.

## Fiche technique
Sauf indication contraire, les informations mentionnées dans cette section peuvent être confirmées par les bases de données cinématographiques IMDb et Allociné,  présentes dans la section « Liens externes ».
- Titre original : Fotogenico
- Réalisation : Marcia Romano et Benoît Sabatier
- Scénario : Marcia Romano et Benoît Sabatier
- Musique : Froid Dub
- Décors : Sirine Désiré
- Costumes : Julia Didier
- Photographie : Nicolas Eveilleau
- Son : Frédéric Salles
- Montage : Florence Bresson
- Production : Frédéric Dubreuil, Sarah Derny et Thomas Carillon
- Sociétés de production : Envie de Tempête Productions et Micro Climat
- Sociétés de distribution : JHR Films
- Pays de production :  France
- Langue originale : français
- Format : couleur
- Genre : Drame
- Durée : 96 minutes
- Dates de sortie :
  - France :
    - 23 mai 2024 (Cannes)
    - 11 décembre 2024 (en salles)

  - Suisse : 16 octobre 2024 (Lausanne)

## Distribution
- Christophe Paou : Raoul
- Roxane Mesquida : Lala
- Angèle Metzger : Tina
- John Arnold : Lekooze
- Bella Baguena : Brune
- Venus Yaffa : Venus
- Rayan Khennouf : Ismaël
- Julie Leclerc